# SN 2009ml
SN 2009ml – supernowa typu Ia odkryta 14 października 2009 roku w galaktyce A235333-1009. W momencie odkrycia miała maksymalną jasność 20,90m.